# Truck Stop
Truck Stop släpptes den 3 juni 2009 och är ett studioalbum av dansbandet Lasse Stefanz. Den 12 juni 2009 toppade albumet den svenska albumlistan. Albumet sålde platina i Sverige .

## Låtlista
1. Ge mig mera
2. En sång till en vän
3. Clap Your Hands and Stamp Your Feet
4. Till en hjälte
5. Green Green Grass of Home
6. Hon tog mitt hjärta
7. Fjärlilslätta steg
8. Här hör jag hemma
9. Mary Ann
10. I natt är hon fri
11. Jag är så ensam nu i kväll
12. Jambalaya (On the Bayou)
13. Med vinden i ryggen
14. Jag bär på en gåva

## Listplaceringar
| Lista (2009) | Position |
| ------------ | -------- |
| Norge        | 3        |
| Sverige      | 1        |

### Fotnoter
1. ↑  Danslogen 9 juni 2009 - Lasse Stefanz sålde platina
2. ↑  Listplacering
3. ↑  Listplacering